# Escudo de Ortigosa del Monte
El escudo de Ortigosa del Monte es uno de los símbolos de Ortigosa del Monte, municipio de la provincia de Segovia, comunidad autónoma de Castilla y León, en España.

## Descripción
El escudo de Ortigosa del Monte fue oficializado en el 10 de octubre de 2000, y su descripción es la siguiente:

«Escudo cuartelado, el primero de oro con una ortiga de sinople, segundo y tercero, de gules con una acueducto de dos órdenes, de plata, mazonado de sable y puesto sobre diez peñascos de plata, cuarto, de oro con monte de su color. Timbrado de la Corona Real Española.»
Boletín Oficial de Castilla y León nº 248